# Поворот не туди 5: Кровна спорідненість
Поворот не туди 5: Кровна спорідненість (англ. Wrong Turn 5: Bloodlines) — американський слешер 2012 року, п'ятий у серії фільмів «Поворот не туди», поставлений режисером Декланом О'Брайєном за власним сценарієм . Деклан також був режисером двох попередніх частин франшизи. Фільм є одночасно продовженням картини «Поворот не туди 4» та передісторією першого фільму. Картина вийшла відразу на DVD та Blu-Ray у жовтні 2012 року.

## Сюжет
Маленьке містечко Фейрлейк у Західній Вірджинії проводить щорічний фестиваль «Гірська людина» (Mountain Man Festival), присвячений Хелловіну. Туди прямує група студентів коледжу, проте вони не підозрюють, що галаслива костюмована вечірка з музикою та випивкою обернеться для них кривавим кошмаром — на фестиваль прямує родина гірських канібалів. Фільм починається зі сцени, де дівчина в жовтому спортивному костюмі біжить лісом і їй на шляху трапляється канібал Трьохпалий. Вона показує йому середній палець і каже, що він має «відмінний костюмчик». У відповідь на це Трипалий відрубує їй палець, дівчина з жахом тікає. Їй по дорозі зустрічається старий (Даг Бредлі) який ховає її серед кущів, перев'язуючи їй рану, він каже, що «щось забув », І, зі словами «ось що!», вбиває її сокирою.
У укритті старий вичитує канібалів за те, що вони не приховали доказів і нагадує, що зараз він їхній ватажок і вони підкоряються йому і тільки йому. Насправді старий — їхній кровний родич (що безпосередньо символізує назву цієї частини). Далі в намет до Круза з Біллі заглядають Джуліан, Гас і Літа в масках, схожих на мутантів. Біллі та Круз з переляку б'ють їх, але вони розповідають про плани на фестиваль. Вони планують прийняти наркотик на фестивалі, але вони потрапили в аварію з вини того самого старого, який стояв прямо посеред дороги. Вони виходять з машини. Старий прикидається мертвим, але раптом нападає на них із ножем. Підлітки лаються та б'ють його, але поліція їх зупиняє. Вони їх заарештовують, включаючи старого. Мутанти нападають і вбивають партнера шерифа. Через деякий час, до ночі поліція відпускає підлітків, крім Біллі та старого. Але канібали спочатку руйнують стовп стільникового зв'язку. Потім пробираються на електростанцію та ламають щиток. Раптом на камерах спостереження їх помічає охоронець. Він іде заарештувати їх, але вони нападають на нього. Охоронець пробує тікати, але безуспішно.
Його зв'язують і на мотузках піднімають до проводки і до смерті мучать струмом. Від цього зникає світло по всьому місту. Старий починає всіх залякувати, мовляв, «за ним прийдуть» тощо. Біллі намагається змусити його замовкнути, лаючись. Виявилося у старого є співкамерник на ім'я Моуз. Він попросив шерифа випустити його, бо той не може бути поруч зі старим. Моуз говорить, що не залишить її (шерифа) одну і залишається в дільниці. Тим часом підлітки приходять до мотелю і заселяються у вільний номер. Круз йде в дільницю відвідати друга, але їй по дорозі трапляється дивна людина в масці клоуна. Вона дивиться на нього з підозрою і тікає.«Клоун» біжить за нею і наздоганяє. «Клоун» знімає маску. Виявилося, що це трьопхалий. Він убиває дівчину. Джуліан теж збирається відвідати друга. Бере ніж у внутрішню кишеню сорочки, але він випадає. Він приходить до дільниці і просить його впустити. У номер мотелю приходить Одноокий. Він спочатку просто стукає у двері. Гас намагається його прогнати, але безуспішно. Він стукає вдруге, але вже не сам , а з Пилозубим. Пилозубий вирубає Гаса, тим часом Літа ховається у ванній. Але раптом Одноокий заходить, відкриває шафку за дзеркалом, і розглядає засоби гігієни. Літа витягує штир від вішалки для рушників, і б'є Одноокого, але той хватає її за ногу. Літа хватає ніж Джуліана, ранить його Одноокого, і тікає в поліцейську дільницю.
Шериф безуспішно намагається зв'язатися з поліцією та йде до сусіднього магазину, заводить генератор, використовує рацію. Сигнал отримує підліток з іншого міста і вважає, що це розіграш, шериф намагається його переконати, але той відключається. Тим часом Гаса б'ють мутанти та кидають на дорогу з відкритими переломами на ногах. Той не може відповзти, і канібали переїжджають його вантажівкою. Шериф роздає Біллі, Джуліану та Моузу дробовики. Моуз випадково мало не застрелив Літу. Підлітки виходять на полювання та натикаються на канібалів. Канібали оглушують їх, хапають і тягнуть на футбольне поле. Біллі закопують, залишивши лише голову. А Джуліана прив'язують ланцюгами до воріт. Вони прокидаються, з'являється трипалий за кермом снігоприбирача, і «косить» їх. Літа плаче, старий її вмовляє відпустити його, натомість обіцяє не вбивати її. Шериф йде. Літа випускає його. Старий хапає ніж і вирізає їй очі. Моуза садять у бочку, під нею розпалюють багаття, виходить щось на зразок бика Фаларіда. Шериф підходить до магазину, який за мить вибухає. Її відкидає вибухом, але вона виживає. Надвір вибігає засліплена Літа. Шериф забинтовує їй очі. Вона раптом тікає. Шериф знаходить машину з її чоловіком. Вона відчиняє двері, через що пастка розрізає Джейсону (чоловіку шерифа) живіт. Тут з нізвідки з'являється Трипалий і таранить автомобіль. Шериф стріляє йому у ногу, але закінчуються патрони. Старий садить шерифа в камеру і влаштовує пастку — якщо вона опуститься на п'яти, то їй в голову вистрілить дробовик. Канібали заливають всю дільницю бензином, підпалюють та їдуть. Шериф не витримує вогню і опускається на п'яти — спрацьовує пастка і дробовик вистрілює шерифу в голову. Літа біжить дорогою, і їй зустрічається машина. Її беруть за руку і ведуть у вантажівку, виявилося, що це канібали зі старим. Літа з жахом обертається і волає в заднє вікно.

## В ролях
| Актор              | Роль                 |
| ------------------ | -------------------- |
| Даг Бредлі         | Мейнард Одетс        |
| Камілла Арфведсон  | Шериф Анджела Картер |
| Саймон Гінті       | Біллі                |
| Олівер Гоар        | Джуліан              |
| Роксанна Маккі     | Літа                 |
| Ендрю Бон          | Джордж               |
| Пол Любке          | Гас                  |
| Дункан Уісби       | Мус                  |
| Розі Холден        | Джинні               |
| Фінн Джонс         | Тедді                |
| Емілія Клейн       | Калін                |
| Радослав Парванов  | «Одноокий»           |
| Джордж Кулаковські | «Пилозубий»          |
| Борислав Ілієв     | «Трьохпалий»         |
| Кайл Реймонд-Джонс | Офіцер Кевін Біггс   |
| Пітер Брук         | Джейсон Картер       |
| Майкл Джордан      |                      |